# Suippes
Suippes ist eine französische Gemeinde mit 3898 Einwohnern (Stand: 1. Januar 2022) im Département Marne in der Region Grand Est. Sie gehört zum Arrondissement Châlons-en-Champagne und zum Kanton Argonne Suippe et Vesle. Die Einwohner werden Suippas genannt.

## Geographie
Suippes liegt am Fluss Suippe und wird umgeben von den Nachbargemeinden Souain-Perthes-lès-Hurlus im Norden, Somme-Suippe im Osten und Südosten, Bussy-le-Château im Süden, Cuperly im Südwesten sowie Jonchery-sur-Suippe im Westen und Nordwesten.
Durch die Gemeinde führen die früheren Route nationale 77 und Route nationale 31 sowie die Bahnstrecke Saint-Hilaire-au-Temple–Hagondange.

## Geschichte
Während des Ersten Weltkrieges lag Suippes etwa auf der Hindenburglinie. 1918 wurde der Ort somit zum Schauplatz von Kampfhandlungen.
Im Herbst 2006 ermordete Volker Eckert hier die polnische Prostituierte Agnieszka Bos.
| Jahr      | 1962 | 1968 | 1975 | 1982 | 1990 | 1999 | 2006 | 2011 | 2018 | 2020 |
| --------- | ---- | ---- | ---- | ---- | ---- | ---- | ---- | ---- | ---- | ---- |
| Einwohner | 2738 | 3270 | 3305 | 3069 | 3106 | 3497 | 3681 | 4027 | 3890 | 3881 |

## Sehenswürdigkeiten
- Kirche Saint-Martin mit eindrucksvoller Orgel, seit 1920 Monument historique
- Centre d'Interprétation Marne 14–18[1]

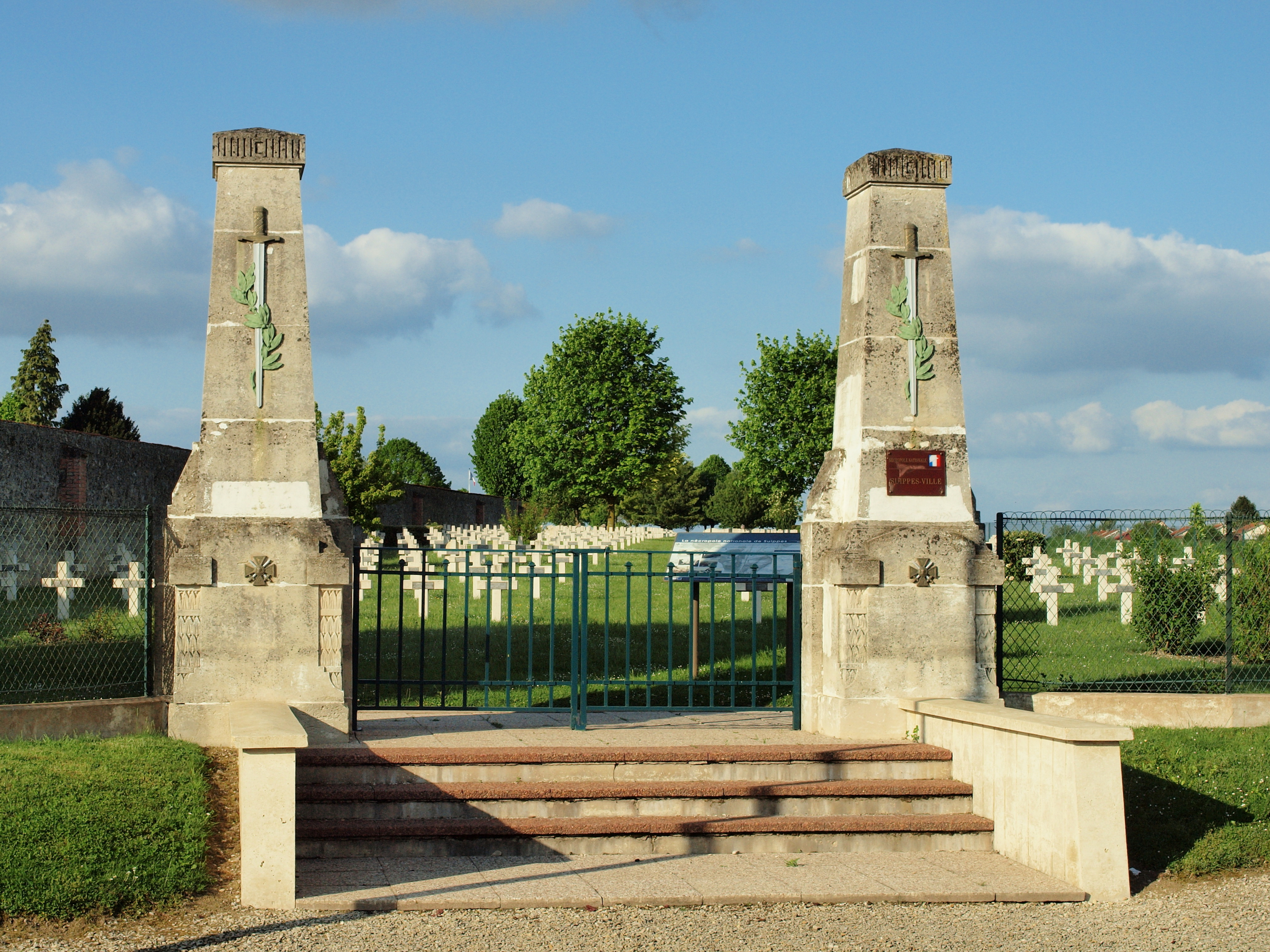
Französischer Soldatenfriedhof

## Gemeindepartnerschaft
Mit der deutschen Gemeinde Hardheim in Baden-Württemberg besteht eine Partnerschaft.

## Militär
Das 15. Artillerieregiment der französischen Armee war bis etwa 1993 in Suippes stationiert. Es hatte auch nuklearwaffenfähige Kurzstreckenraketen vom Typ Pluton und geländegängige AMX-30-Kettenfahrzeuge, von denen diese Raketen abgefeuert werden konnten.
Heute steht in Suippes das 40. Artillerieregiment (frz. 40e régiment d'artillerie).